# Garde de Bordon
La Garde de Bordon (3.310 m s.l.m.) è una montagna della Catena Dent Blanche-Grand Cornier nelle Alpi Pennine. Si trova nel Canton Vallese.

## Caratteristiche
La montagna è collocata tra la valle di Zinal e la valle di Moiry. Sovrasta il Lago di Moiry. Si trova poco più a sud del Corne de Sorebois.
La montagna fa parte della cosiddetta corona imperiale, insieme di montagne che formano un ferro di cavallo: Les Diablons, il Bishorn (4.153 m), il Weisshorn (4.505 m), lo Schalihorn (3.974 m), lo Zinalrothorn (4.221 m), il Trifthorn (3.728 m), l'Obergabelhorn (4.062 m), il Mont Durand (3.712 m), la Pointe de Zinal (3.790 m), la Dent Blanche (4.356 m), il Grand Cornier (3.961 m), il Pigne de la Lé (3.396 m), la Garde de Bordon (3.310 m), ed al centro di questa gigantesca parabola il Monte Besso (3.667 m).